# Ulrich von Destouches
Ulrich von Destouches (* 14. Oktober 1802 in Amberg; † 27. Januar 1863 in München) war ein deutscher Journalist, Historiker und Bibliothekar. Destouches war Gründer des Münchener Tageblattes und später Leiter der Münchener Magistratsbibliothek sowie Stadtchronist. Er war Autor zahlreicher volkstümlicher Bühnenstücke.

## Leben
Ulrich von Destouches war der Sohn des Juristen und Dramatikers Joseph Anton von Destouches. Er wurde zunächst von seiner Mutter erzogen und unterrichtet. 1818 kam er mit seinem Vater nach München und besuchte dort das Gymnasium und das Lyzeum. 1827 gründete er das Münchener Tageblatt, dessen Redaktion er bis 1836 selbst übernahm. Im gleichen Jahr trat er als Bibliothekar in die Münchner Magistratsverwaltung ein. 
Als solcher erhielt Destouches 1843 vom Münchner Magistrat den Auftrag, die in den städtischen Ämtern vorhandenen Bücher an zentraler Stelle zu sammeln. Die Bibliothek konnte durch Schenkungen, vor allem mit dem Erwerb von zwei Gelehrtennachlässen, ständig erweitert werden. Aber erst 1879 wurde sie, wenn auch nur mit ausdrücklicher Genehmigung des Bürgermeisters, der Öffentlichkeit zugänglich gemacht. Sie wird noch heute als juristische Abteilung im Münchner Rathaus weitergeführt.
Auf Wunsch des bayerischen Königs Ludwig I. beschloss der Magistrat der Stadt 1845 die Niederschrift einer Stadtchronik nach mittelalterlichem Vorbild, die Münchner Stadtchronik. Diese Aufgabe wurde Destouches übertragen. Zusätzlich ließ man ihn die Chronik rückwirkend ab 1818 rekonstruieren, das Jahr, in dem die Verfassung des Königreichs Bayern in Kraft trat. Wichtige und weniger bedeutende Ereignisse aus dem städtischen Leben werden seitdem vermerkt. Oft sind so genannte Beilagen wie Flugblätter oder Zeitungsartikel zu einem Eintrag beigefügt. Bis zu seinem Tod erschienen 38 Jahrgänge in 17 Bänden. Die Arbeit wurde von seinem 19-jährigen Sohn Ernst von Destouches weitergeführt.
1839 erschien in zwei Bänden seine Erzählungen und Gedichte, die auch das dramatische Gedicht Der treue Uhlane enthielten, das später sehr oft zitiert wurde. Er schrieb zahlreiche Volksstücke und Schauspiele, so unter anderem 1838 Die Bergknappen, 1843 Teufel und Schneider, 1850 Das Octoberfest in München, 1856 Der Gang nach dem Bockkeller und 1857 Der Schäfflertanz in München, die in den Münchner Vorstadttheatern aufgeführt wurden und die beim Publikum sehr beliebt waren. Die meisten seiner Stücke wurden nie veröffentlicht. 
Ulrich von Destouches starb am 27. Januar 1867 im Alter von 60 Jahren in München. Er wurde auf dem alten Münchner Südfriedhof bestattet. Sein schriftlicher Nachlass befindet sich in der Bayerischen Staatsbibliothek. Anlässlich seines 100. Geburtstages wurde an seinem Sterbehaus eine Gedenktafel angebracht.

## Veröffentlichungen (Auswahl)
- Das Grab in Sendlingen. München 1830.
- Herzog August von Leuchtenbergs Scheidegruß. München 1830.
- Gedenk-Buch der October-Feste in München vom Jahre 1810 bis 1835. München 1835.
- Erzählungen und Gedichte. 2 Bände, München 1839.
- Die Heimkehr. Festspiel in einem Akt mit Gesang. München 1853.